# 23732 Choiseungjae
23732 Choiseungjae è un asteroide della fascia principale. Scoperto nel 1998, presenta un'orbita caratterizzata da un semiasse maggiore pari a 2,3180512 UA e da un'eccentricità di 0,1779348, inclinata di 5,29851° rispetto all'eclittica.